# 성과급
성과급(成果給)은 근로자가 작업을 하여 얻어진 성과에 따라 지급하는 급여이다.
일반적으로 일정한 작업하여 성과를 거두어 해당 작업을 하여 얻어진 수익이 발생하면 일정한 지위에 따라 ○○%로 차등지급을 한다.
따라서 아무때나 주는 급여가 아니고 해당 직장의 수입이 많을 때만 지급이 되어 해당 직장의 수입이 적으면 지급되지 않는다.
물론 해당 직장의 수입이 많을 때 지급받다가도 그 직장의 수입이 줄면 지급액이 줄거나 지급되지 않는다.

## 성과급의 종류
- 단순성과급
- 복률성과급

## 같이 보기
- 포상 프로그램